# Cordeiro
Cordeiro – miasto i gmina w Brazylii, w stanie Rio de Janeiro. Znajduje się w mezoregionie Centro Fluminense i mikroregionie Cantagalo-Cordeiro.